# Sylvie Vartan
Sylvie George Vartan (bułg. Силви Вартан, orm. Սիլվի Վարտան), (ur. 15 sierpnia 1944 w Iskrecu) – francuska gwiazda piosenki pochodzenia ormiańskiego, urodzona w Bułgarii. W latach 1965–1980 żona Johnny'ego Hallydaya.

## Wybrane piosenki
- Da Dou Ron Ron
- La plus belle pour aller danser
- Qu'est-Ce Qui Fait Pleurer Les Blondes?...
- Toi Le Garçon
- L' Amour, C'est Comme une Cigarette
- La Maritza